# Thom Hoffman
Thomas Antonius Cornelis Ancion, lepiej znany jako Thom Hoffman (ur. 3 marca 1957 w Wassenaarze, w Holandii Południowej) – holenderski aktor filmowy i fotograf.

## Filmografia
- 1982: Luger jako Chris Luger
- 1983: Czwarty człowiek (De vierde man) jako Herman
- 1988: Człowiek cień (Shadowman) jako Fuchs
- 1989: Była tu Lily (De Kassière) jako Arend
- 1991: Romans Eline Vere (Eline Vere) jako Vincent Vere
- 1992: Orlando jako król William od Orange
- 1996: Zimne światło dnia (In the Cold Light of Day) jako Alexi Berka
- 1998: Salomon (Solomon, TV) jako generał Brealah
- 1999: Molokai – historia ojca Damiana (Molokai: The Story of Father Damien) jako dr William Saxe
- 2001: Zabójca dusz (Soul Assassin) jako Willem
- 2003: Dogville jako Gangster
- 2006: Czarna księga (Zwartboek) jako Hans Akkermans
- 2010: Sintel jako Szaman (głos)
- 2012: Zimne światło dnia (The Cold Light of Day) jako Alexi Berka
- 2013: Aniołki spod znaku Miserere (La marque des anges – Miserere) jako Sean Singleton